# Różan (gmina)
Różan – to gmina miejsko-wiejska w województwie mazowieckim, w powiecie makowskim. W latach 1975–1998 gmina położona była w województwie ostrołęckim.
Siedziba gminy to Różan.
Według danych z 31 grudnia 2014 gminę zamieszkiwało 4525 osób.
1 stycznia 1975 do gminy Różan włączono sołectwo Mroczki-Rębiszewo z gminie Rzewnie.

## Struktura powierzchni
Według danych z roku 2002 gmina Różan ma obszar 84,1 km², w tym:
- użytki rolne: 61%
- użytki leśne: 28%

Gmina stanowi 7,9% powierzchni powiatu.

## Demografia
Struktura płci w gminie Różan według danych na dzień 30 czerwca 2004 roku:

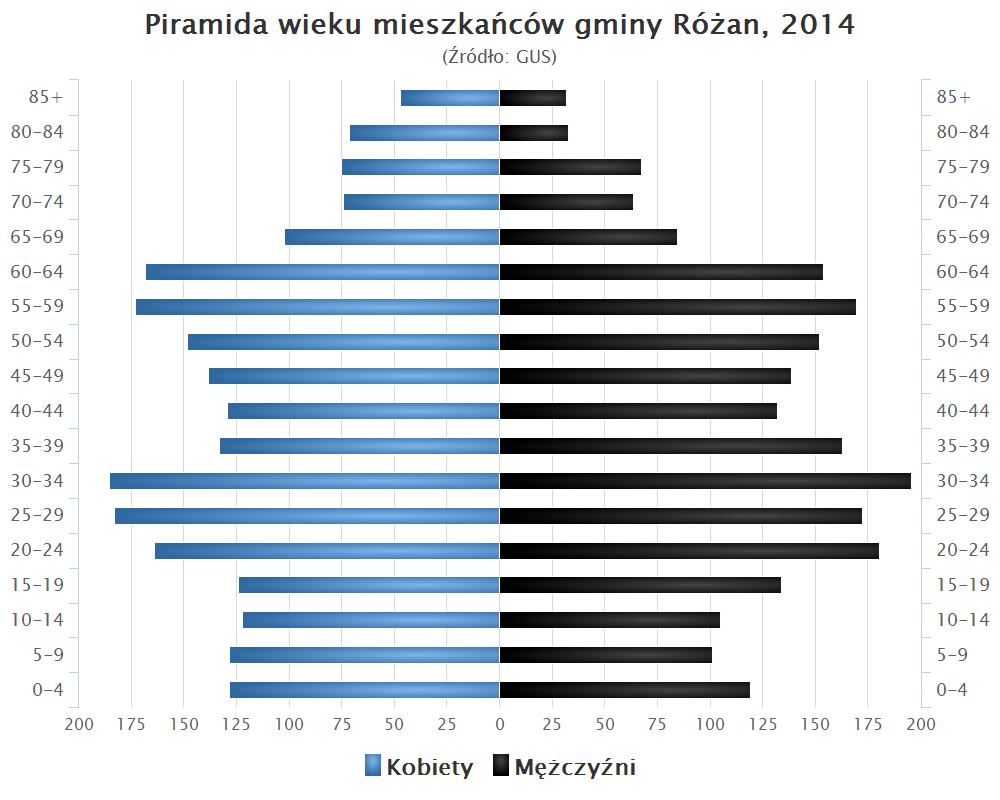
Piramida wieku mieszkańców gminy Różan w 2014 roku

| Opis                              | Ogółem | Ogółem | Kobiety | Kobiety | Mężczyźni | Mężczyźni |
| --------------------------------- | ------ | ------ | ------- | ------- | --------- | --------- |
| jednostka                         | osób   | %      | osób    | %       | osób      | %         |
| populacja                         | 4451   | 100    | 2246    | 50,5    | 2205      | 49,5      |
| gęstość zaludnienia (mieszk./km²) | 52,9   | 52,9   | 26,7    | 26,7    | 26,2      | 26,2      |

## Sołectwa
Chełsty, Chrzczonki, Dąbrówka, Dzbądz, Dyszobaba, Kaszewiec, Miłony, Mroczki-Rębiszewo, Paulinowo (Dzbądz), Podborze, Prycanowo, Szygi, Załęże-Eliasze, Załęże-Gartki, Załęże-Sędzięta, Załęże Wielkie, Załuzie, Zawady-Ponikiew.

## Sąsiednie gminy
Czerwonka, Goworowo, Młynarze, Rzewnie